# Shimotsuma (Ibaraki)
 Shimotsuma (下妻市 Shimutsuma-shi?) es una ciudad  situada en la Prefectura de Ibaraki en Japón. 
Al 1 de diciembre de 2013 la ciudad tiene una de población de 43.789 habitantes y una densidad poblacional de 541 personas por km².  La superficie total es de 80,88 km². 

## Historia
Se desarrolló como un castillo en el período Muromachi.
Bajo el Shogunato Tokugawa en el período Edo, fue el centro del Dominio Shimotsuma.
La población moderna de Shimotsuma se definió el 1 de abril de 1889 con el establecimiento del sistema de municipios.
Fue elevada a la categoría de ciudad el 1 de enero de 1955. 
El 1 de enero de 2006, la población de Chiyokawa (千代川村 Chiyokawa-mura) del Distrito de Yūki (結城郡 Yūki-gun) se fusionó con Shimotsuma.

## Geografía
Shimotsuma está situada a unos 50 km del centro de Tokio  y a unos 70 km de Mito, que es la capital de la Prefectura de Ibaraki.
La ciudad se encuentra ubicada en la región suroeste de la Prefectura de Ibaraki. Su territorio limita al este con Tsukuba, al norte con Chikusei, al noroeste con Yūki, al oeste con Yachiyo  y al sur con Jōsō.
Al noroeste de la ciudad se encuentra ubicada la laguna Sa (佐沼 Sa-numa).
El río Kinu (鬼怒川 Kinu-gawa) es el afluente más largo del río Tone.

## Autódromo "Circuito de Tsukuba"
El Circuito de Tsukuba es un autódromo situado en esta ciudad.

## Transporte
Shimotsuma cuenta dentro de la ciudad con varias estaciones férreas para acceder a la Línea Jōsō. Con destino a la ciudad capital de Mito, se puede acceder a la Línea Jōsō y posteriormente se debe tomar la Línea Mito en Shimodate Station de Chikusei. Con destino a la metrópoli de Tokio,  también se puede acceder a la Línea Jōsō y posteriormente existen dos opciones para llegar a Tokio, en la primera se debe tomar la línea Tsukuba Express en Moriya Station de Moriya y en la segunda se debe coger la Línea Jōban en Toride Station de Toride.
A la autopista Jōban Expressway, se puede acceder en las ciudades de Tsuchiura, Tsukuba o Tsukubamirai para desplazarse a la capital de la prefectura Mito, o a la metrópoli de Tokio.

## Galería de imágenes

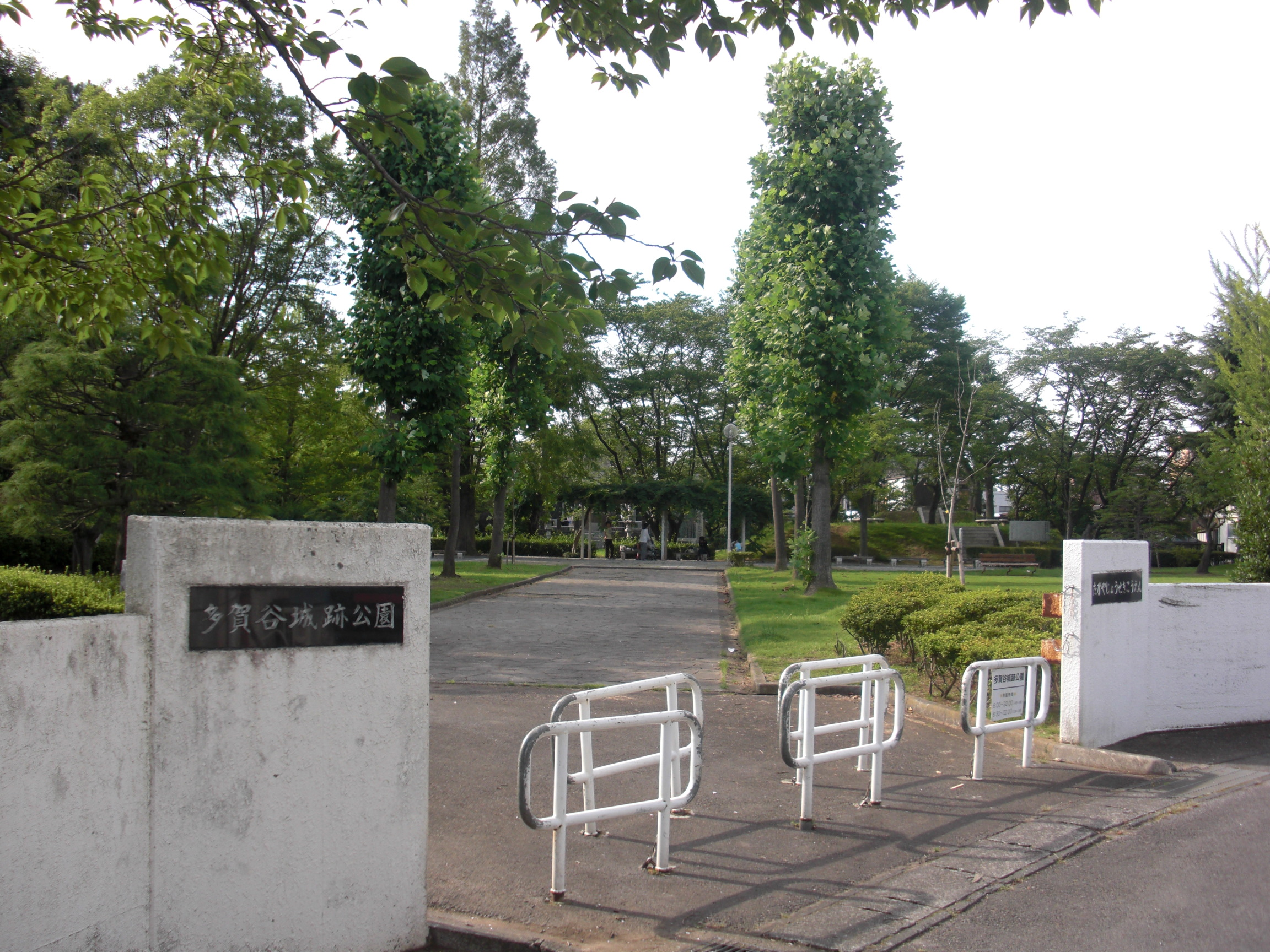
Sitio del castillo Tagaya, predecesor del castillo Shimotsuma.
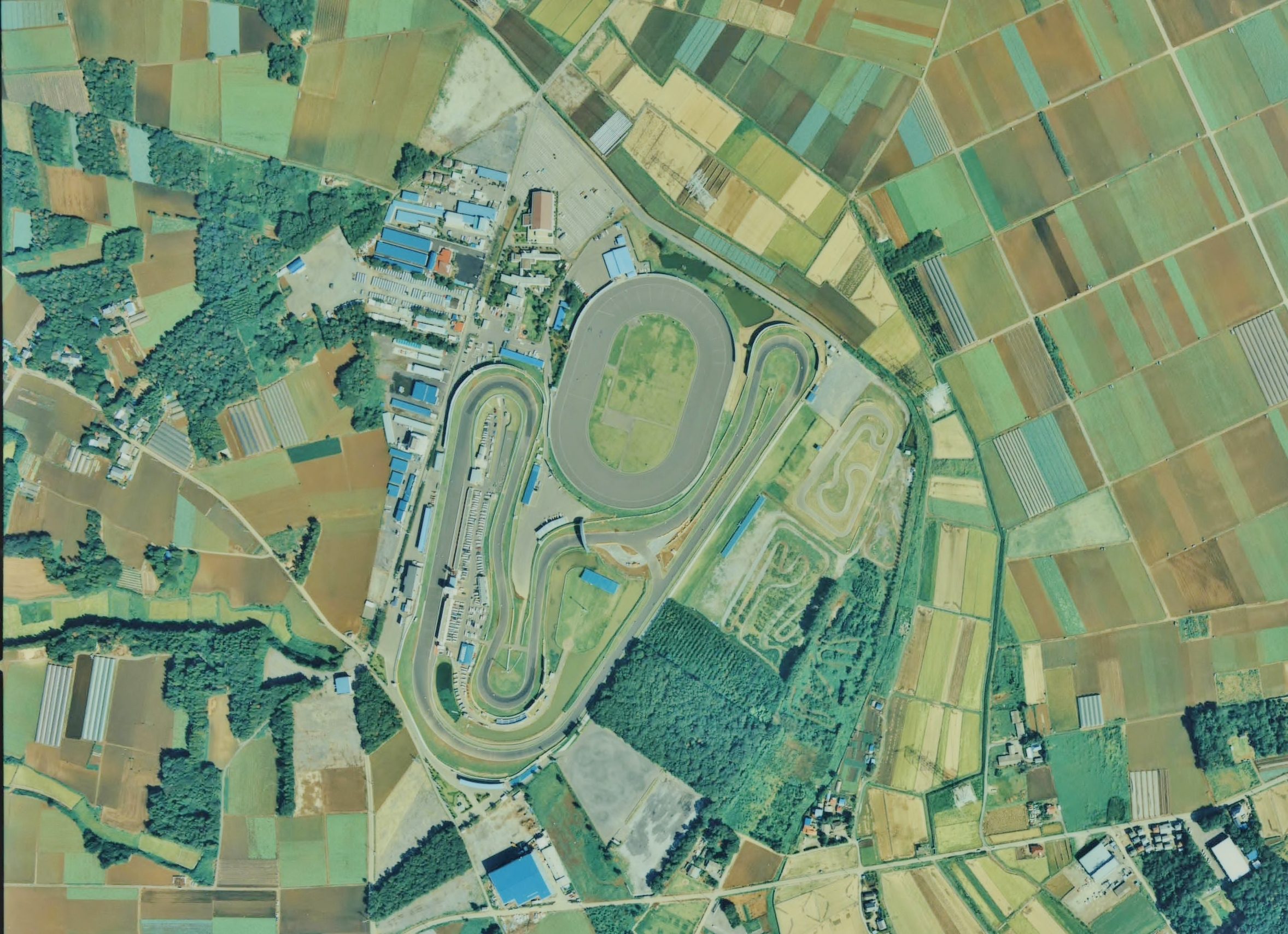
Autódromo “Circuito de Tsukuba” en la ciudad de Shimotsuma.
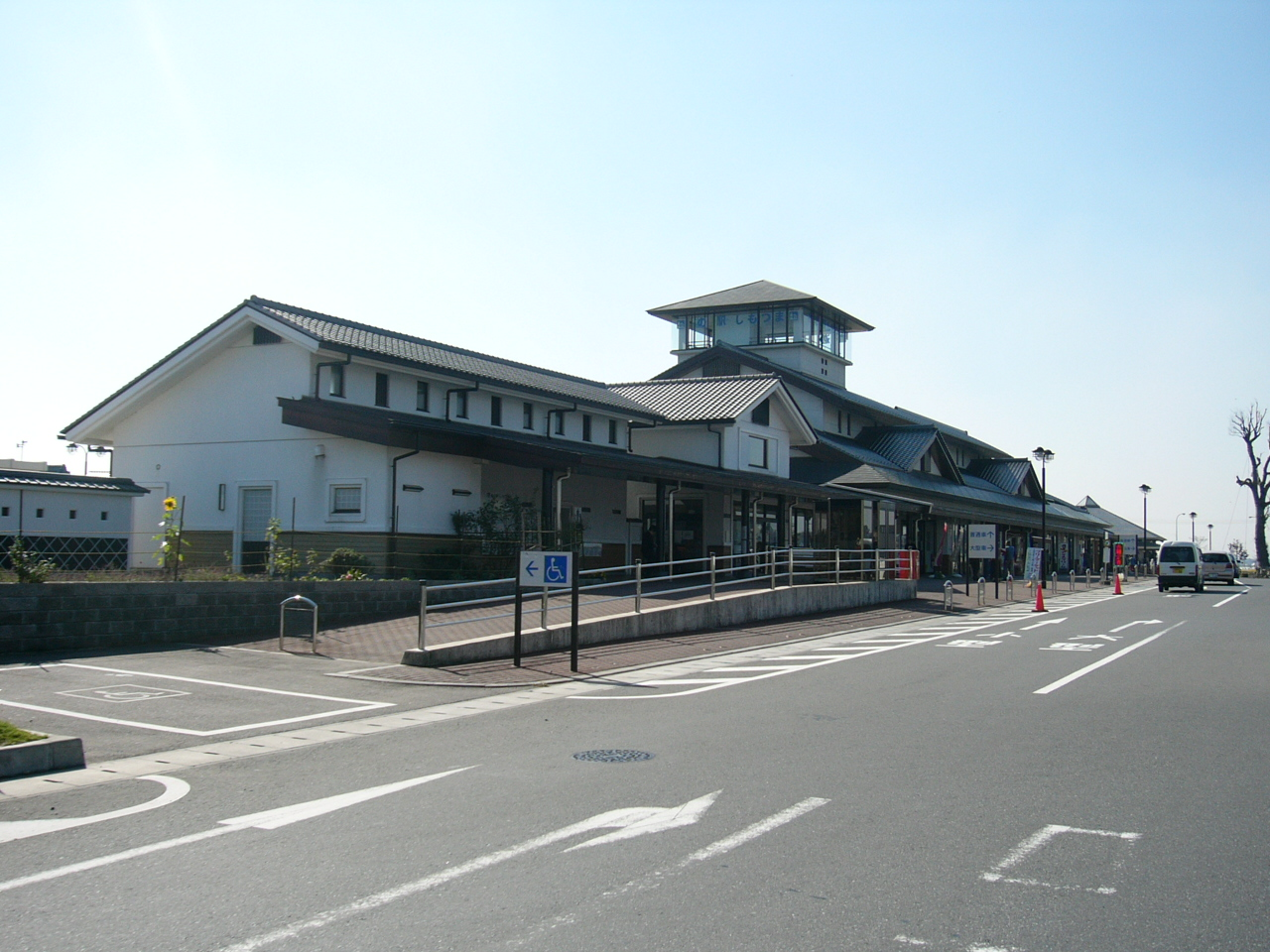
Estación vial en Shimotsuma.
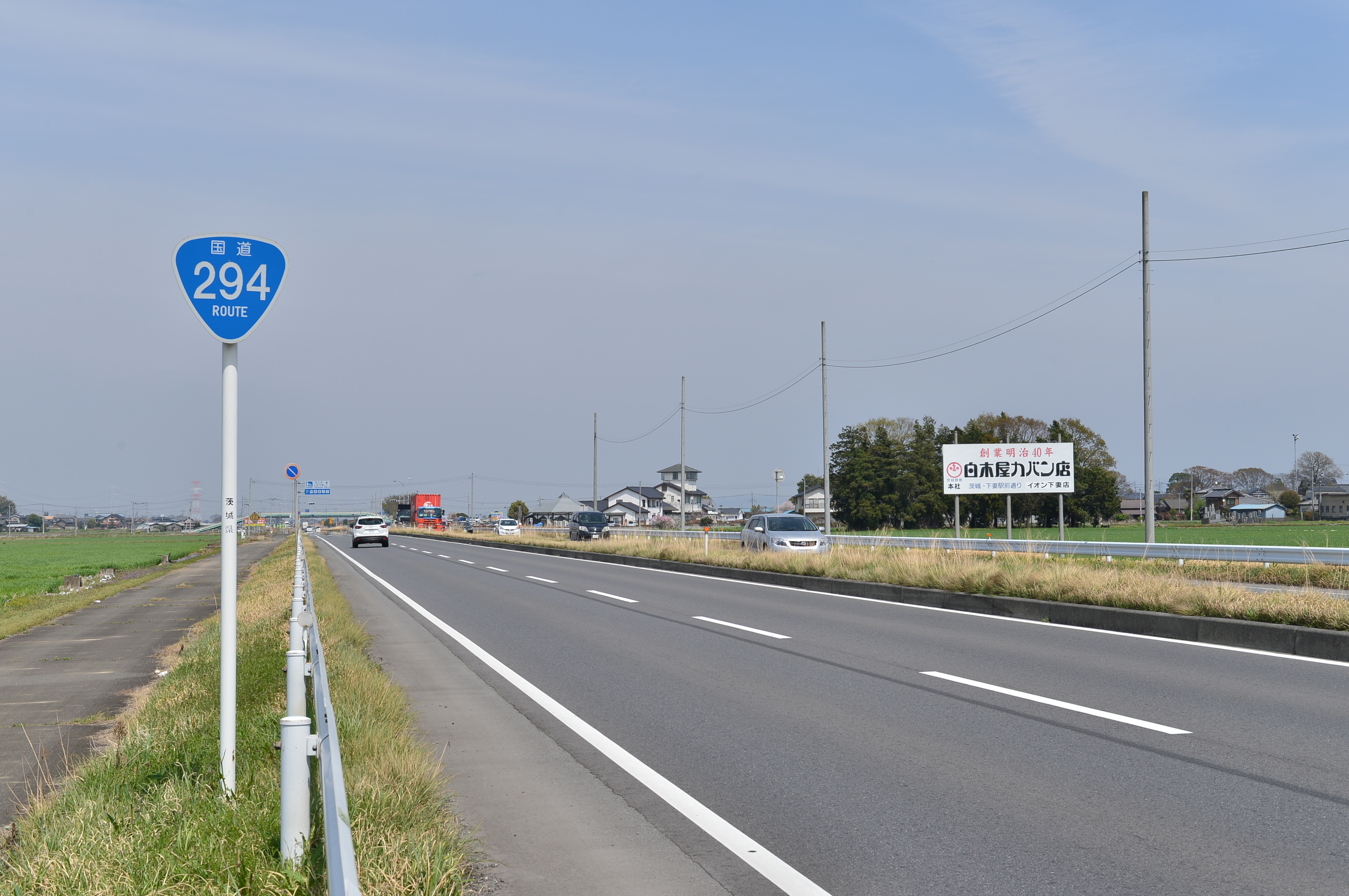
Ruta Nacional 294 en Shimotsuma.
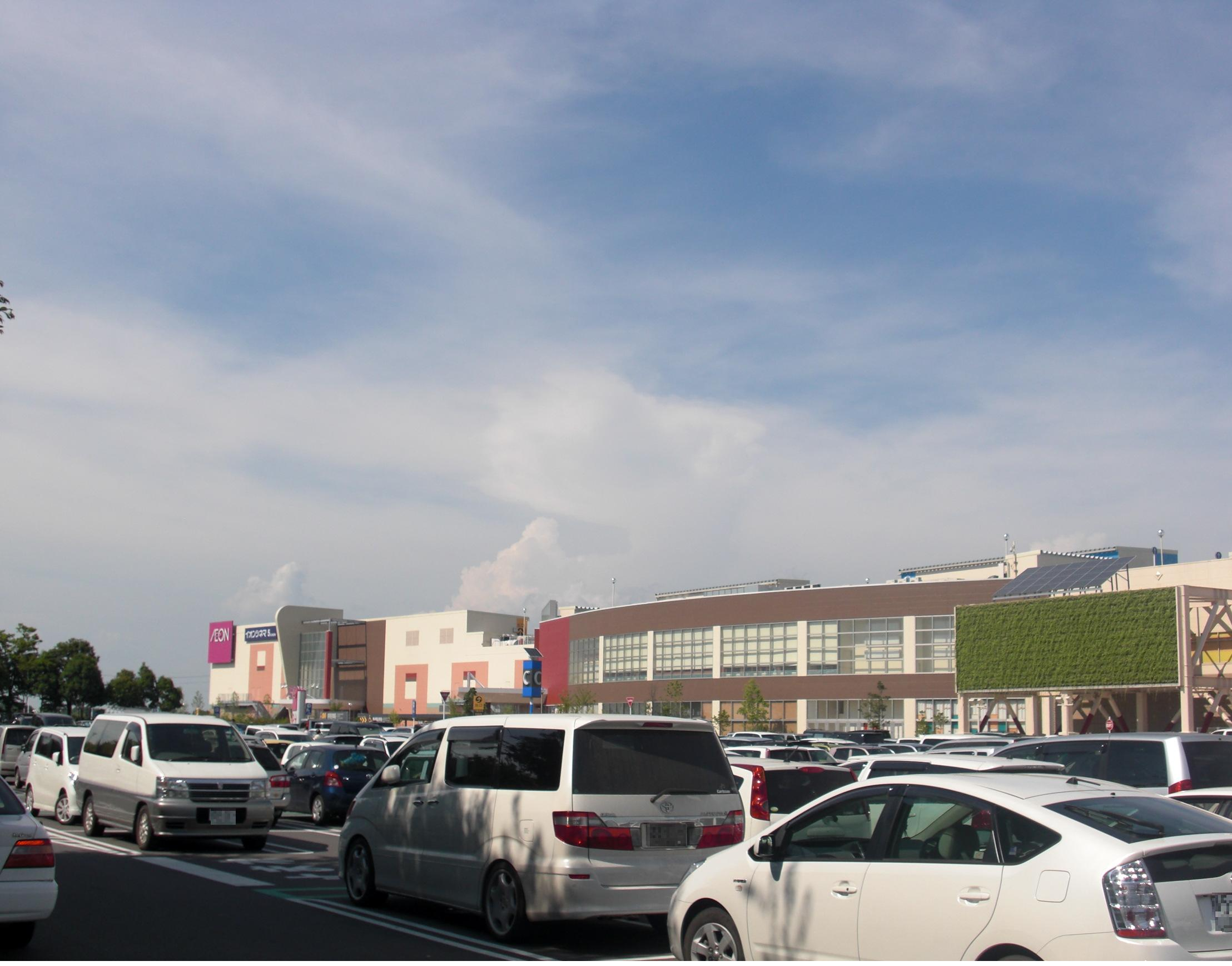
Zona comercial en Shimotsuma.